# Alsinidendron viscosum
Alsinidendron viscosum (tiếng Anh thường gọi là Climbing Alsinidendron) là một loài thực vật có hoa thuộc họ carnation, Caryophyllaceae. Đây là loài đặc hữu của lowland and montane moist forests ở Hawaiʻi. Chúng hiện đang bị đe dọa vì mất môi trường sống.